# Siegmund Joachim von Trauttmansdorff

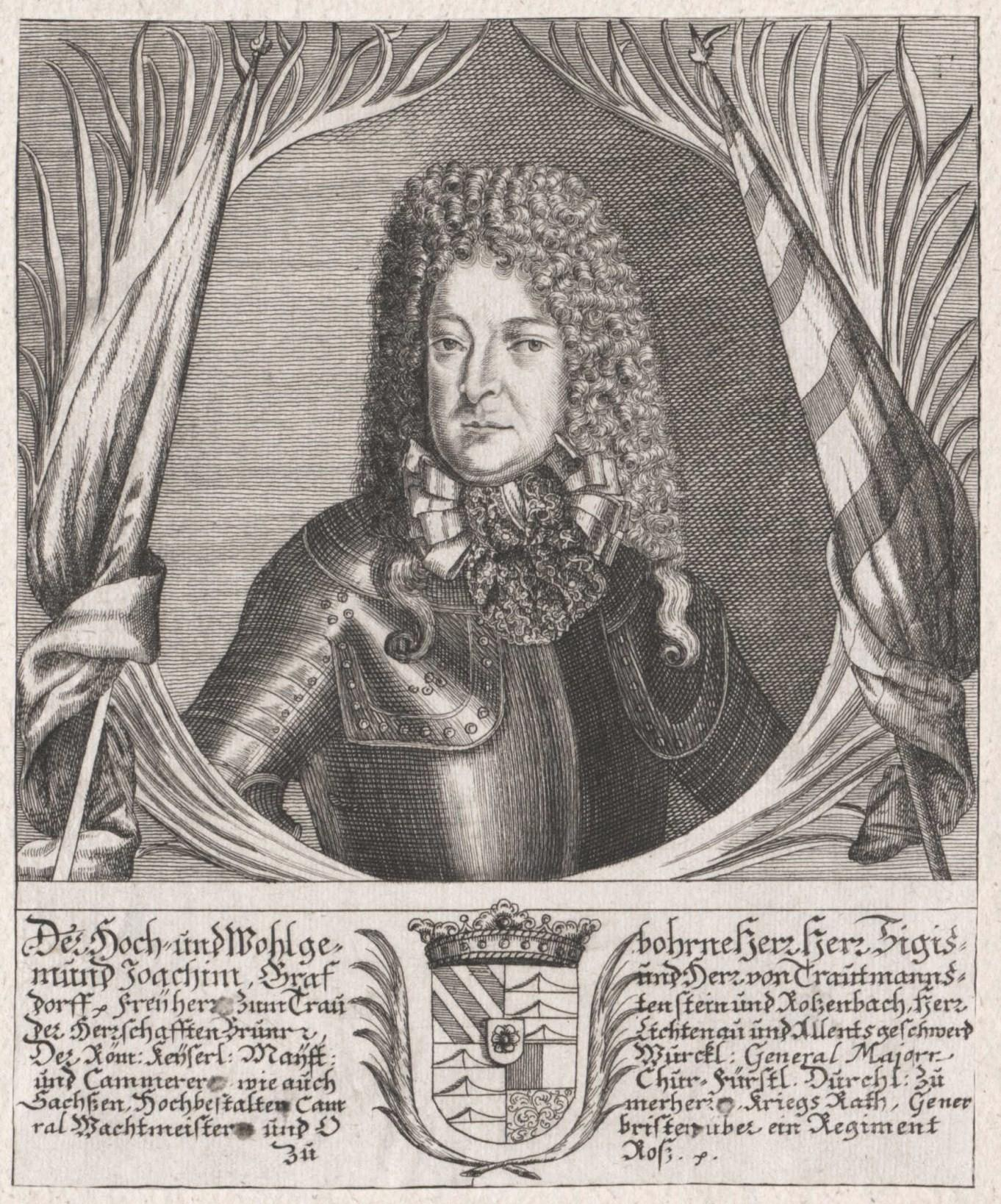
Siegmund Joachim Graf von Trauttmansdorff

Graf Siegmund Joachim von Trauttmansdorff (* unklar; † 1. April 1706 in Wien) stand in kaiserlichen und anderen Kriegsdiensten, zuletzt im Rang eines Feldmarschalls. 

## Leben
Er stammte aus dem Geschlecht der von Trauttmansdorff. Er war Sohn des Adam Maximilian, Freiherr von Trauttmansdorff und der Mutter Engelburt (geb. Freiin Hager zu Altensteig); sein Bruder war der Diplomat Franz Ehrenreich von Trauttmannsdorff. Er selbst heiratete Maria Anna Gräfin von Herberstein. Der einzige Nachkomme war Ferdinand Siegmund Leopold Graf von Trauttmansdorff.
Obwohl er bereits dreißig Jahre alt war, wandte er sich dem kaiserlichen Militärdienst zu. Er stieg rasch zu einem Oberst eines Dragonerregiments auf. Er trat 1683 im Rang eines Generalmajors in kursächsische Dienste, als der sächsische Kurfürst dem Kaiser Truppen für die Türkenkriege zur Verfügung stellte. Er trug zur Befreiung Wiens bei. Bei der Verteidigung der Stadt starb sein Bruder Ferdinand Maximilian. 
Kurze Zeit später kehrte er in kaiserliche Dienste zurück. Er übernahm eine Mischung aus deutschen und kroatischen Soldaten und besiegte die Osmanen in mehreren Gefechten in Bosnien. Im Gefecht von Widdin im Jahr 1689 wurde er schwer verwundet. Am 25. April 1692 wurde er zum Feldmarschall-Lieutenant ernannt.
Nach seiner Genesung verließ er den kaiserlichen Dienst. Er trat in die Dienste der Republik Venedig. Im Krieg zusammen mit Österreich und Polen gegen die Osmanen befehligte Trauttmansdorff mit großem Erfolg die venezischen Truppen in Dalmatien. 
Er kehrte danach vorübergehend in kaiserliche Dienste zurück, bis der neue polnische König Friedrich August von Sachsen den Kaiser bat, ihm Trauttmansdorf zu überlassen. Am 22. April 1697 ging Trauttmansdorff als General der Kavallerie und Kommandeur der Garde du Corps. Er marschierte 1698 mit den sächsischen Truppen nach Polen. Zu einem Kampf mit Karl XII. von Schweden kam es nicht, weil Kaiser Leopold I. ihn bereits 1700 zurückbeorderte. Am 25. September 1701 wurde er nun auch kaiserlicher General der Kavallerie.
Er wurde nun nach Italien entsandt. Er kämpfte dort zusammen mit Guido von Starhemberg in der Schlacht bei Luzzara im Jahr 1702. Er wechselte im gleichen Jahr in kaiserliche Dienste und erhielt am  1. Juli 1702  das Dragoner-Regiment Dietrichstein. Er deckte mit einem Corps im Winter 1703/04 die Grenze Parmas. 

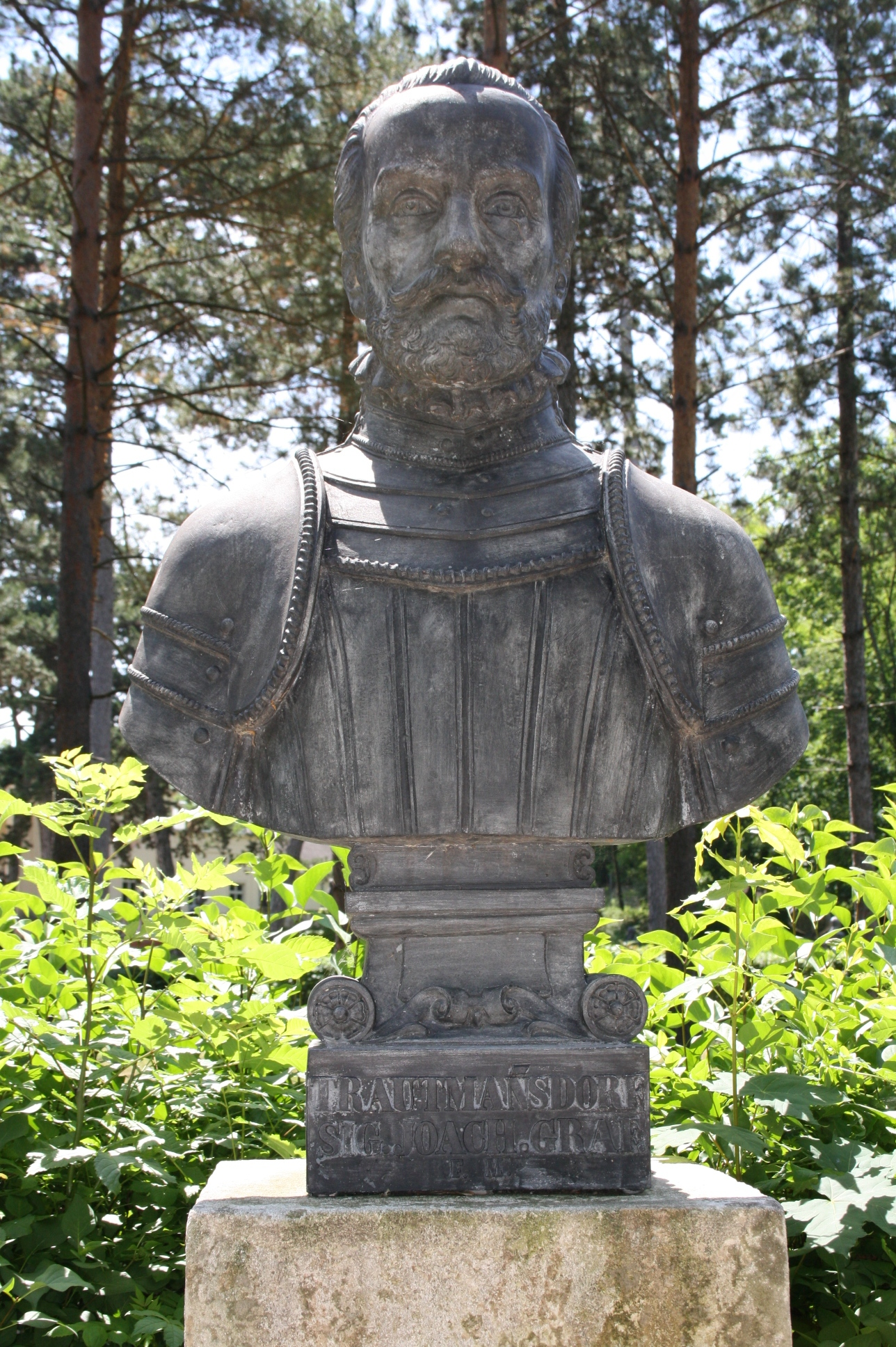
Büste von 1849 in der Gedenkstätte Heldenberg

Nachdem Eugen von Savoyen ein kaiserliches Dekret erwirkt hatte, das es den Regimentsinhabern untersagte, Offiziersstellen zu verkaufen, hat sich Trauttmansdorff nicht daran gehalten. Eugen sorgte 1704 für seine Entlassung aus dem aktiven Militärdienst, dennoch erhielt Trauttmansdorff am 15. März 1704 das Patent als Feldmarschall.
Trauttmansdorff ging zunächst nach Venedig und kehrte dann nach Wien zurück.